# Seebad

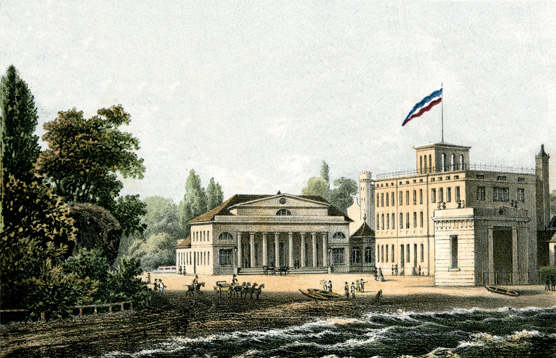
Heiligendamm in Mecklenburg. 1793 gegründet, gilt das Ostseebad als erstes Seebad Kontinentaleuropas und Begründerin der Bäderarchitektur.

Seebad ist in Deutschland eine Bezeichnung für Orte mit Badekultur und Badetourismus an Meeresküsten. In Deutschland ist es auch ein Prädikat für Kurorte, das von den Bundesländern vergeben wird. Den prestigeträchtigen Titel können Ortschaften erhalten, in denen medizinische Einrichtungen zur Durchführung von Kurmaßnahmen vorhanden sind. Das Prädikat Seebad erfordert außerdem die Nutzung des Seeklimas im Kurbetrieb.
Für eine Auflistung der deutschen Seebäder, siehe Liste der Seebäder in Deutschland.

## Bezeichnung
Die meisten deutschen Seebäder bezeichnen sich nach ihrer Lage als Nordseebad oder Ostseebad. Diese Bezeichnung darf im Ortsnamen geführt werden, ein Beispiel ist der Ort Laboe am Ostufer der Kieler Förde. Hier wurde am 1. September 2004 der Gemeindename durch die Gemeindevertretung in „Ostseebad Laboe“ umbenannt. 
Seebäder, die den Status eines Heilbads haben, werden als Seeheilbäder bezeichnet.
Viele Seebäder haben eine touristische Infrastruktur. Seebäder befinden sich auch auf sämtlichen bewohnten deutschen Inseln. Das älteste deutsche und kontinentaleuropäische Seebad ist Heiligendamm, das als Ortsteil zu Bad Doberan in Mecklenburg gehört.

## Geschichte

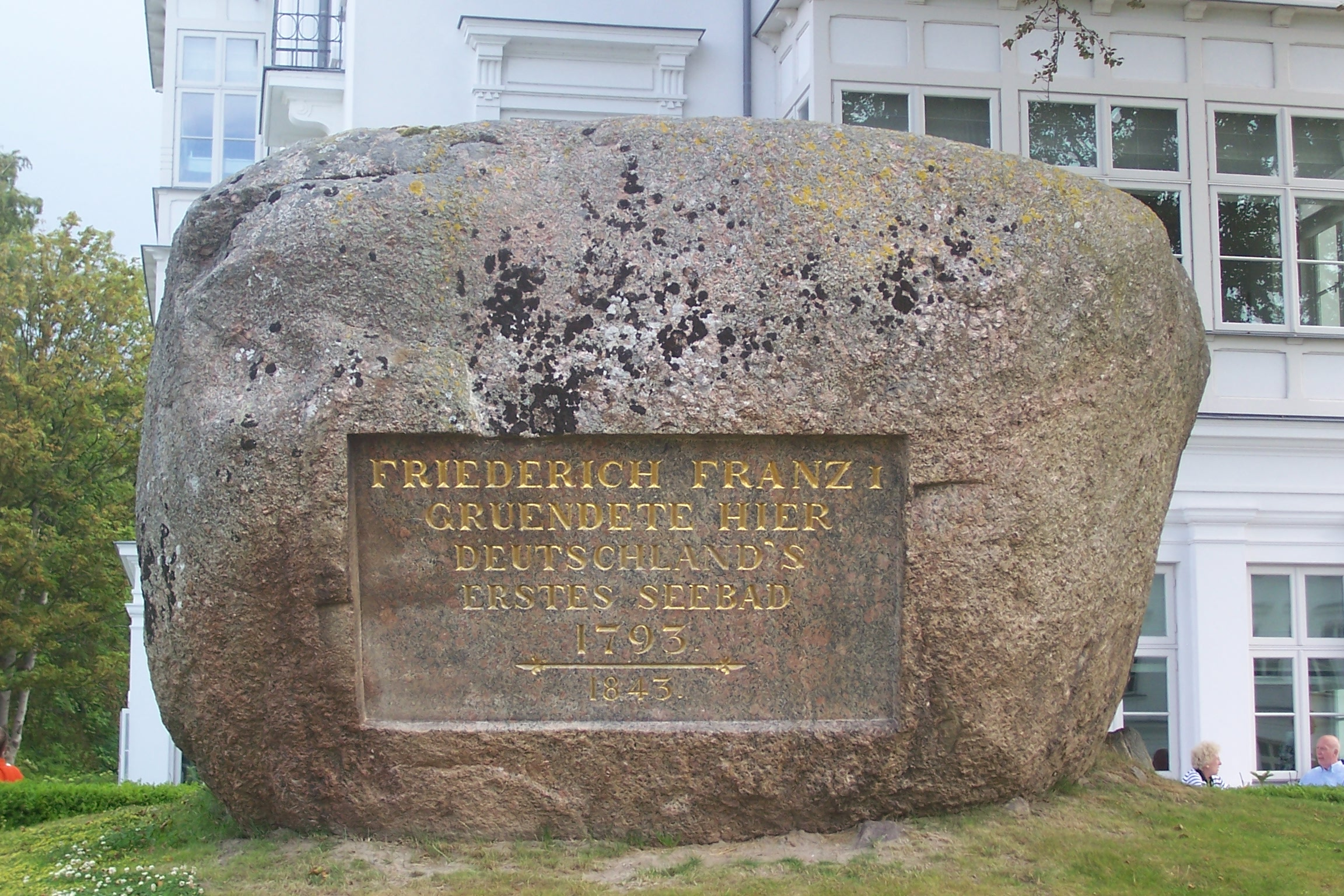
Gedenkstein zur Gründung des Seebads in Heiligendamm im Jahr 1793

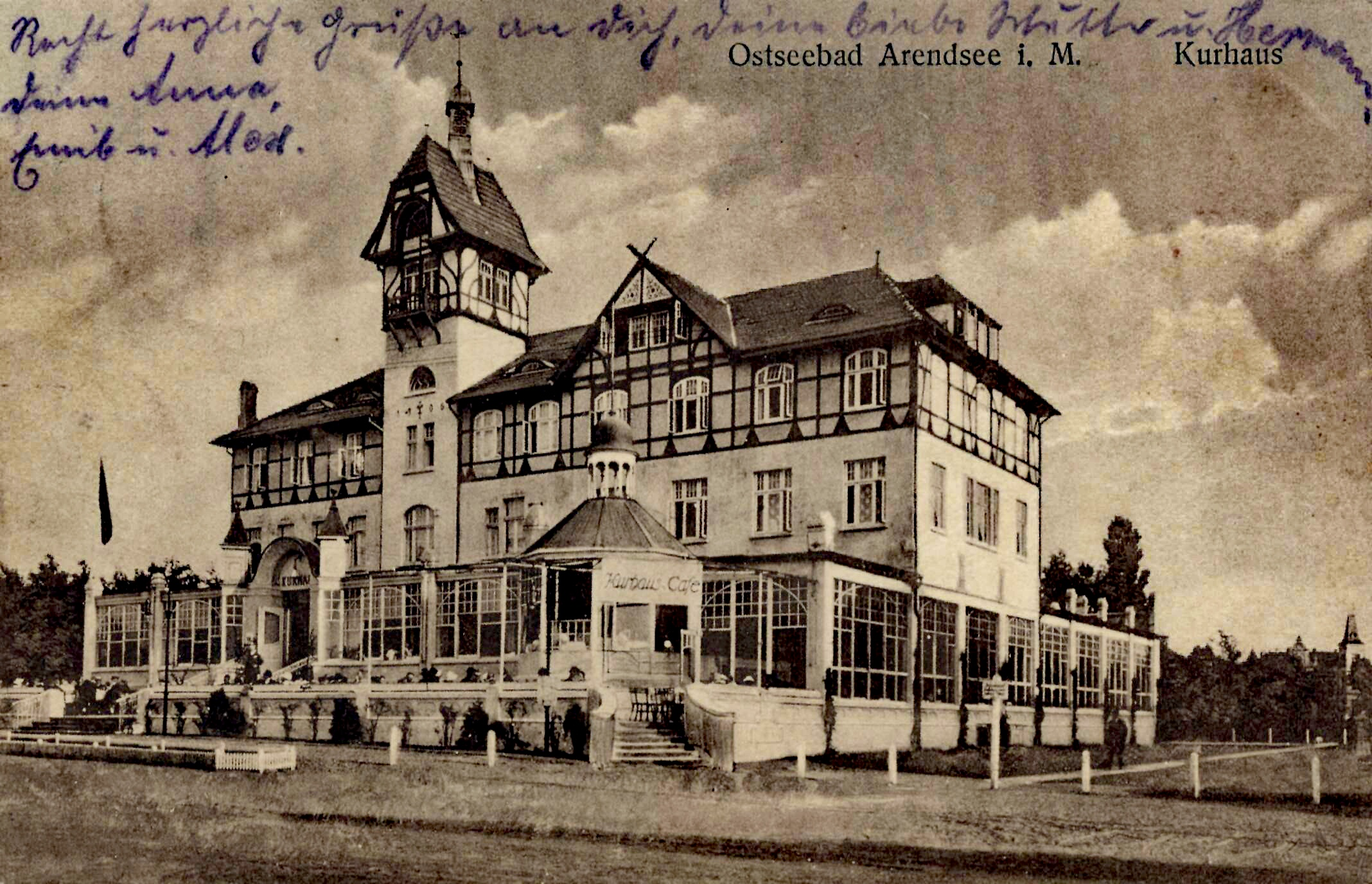
Kurhaus des Ostseebades Arendsee, heute zu Kühlungsborn gehörig

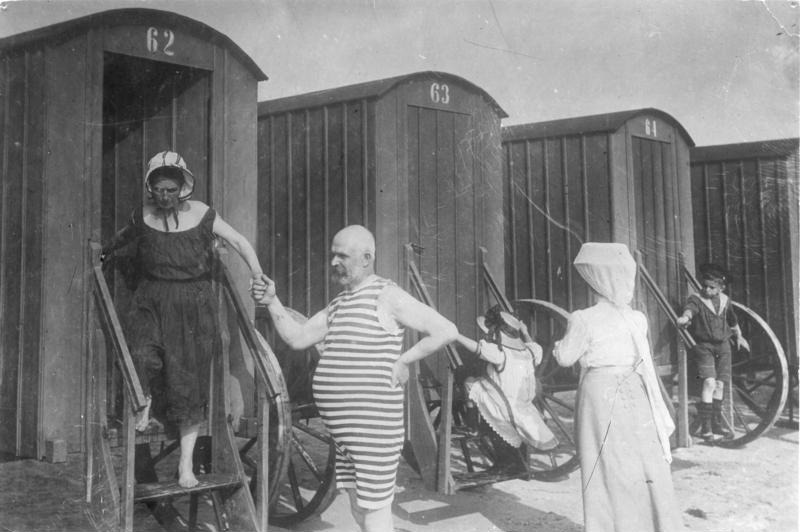
Strandbad Norderney, 1910

Als Vater des Seebad-Gedankens gilt heute der Inselpastor Gerhard Otto Christoph Janus der Nordseeinsel Juist. Er hatte 1783 eine Petition an den preußischen König Friedrich den Großen gerichtet und die Einrichtung einer Seebadeanstalt auf Juist angeregt. Das Dokument gilt als ältestes der deutschen Seebädergeschichte.
Das erste deutsche Seebad eröffnete am 21. September 1793 an der Ostsee in Heiligendamm und das erste Nordseebad eröffnete am 3. Oktober 1797 auf Norderney.
Bereits 1909 wurden in Meyers Großem Konversations-Lexikon (Band 18. Leipzig 1909, S. 248–249) viele Seebäder erwähnt:
- Deutsche Ostseebäder: Binz, Heringsdorf, Sassnitz, Travemünde, Warnemünde und Zinnowitz; sowie die ehemals deutschen Ostseebäder Cranz (heutiges Selenogradsk in Russland), Misdroy, Swinemünde und Zoppot, die heute zu Polen gehören.
- Deutsche Nordseebäder: Amrun (heutige Schreibweise Amrum), Borkum, Helgoland, Juist, Langeoog, Norderney, Spiekeroog, Wangeroog (heutige Schreibweise Wangerooge), Wenningstedt, Westerland und Wyk auf Föhr.
- Holland: Scheveningen
- Belgien: Ostende
- Frankreich: Calais, Boulogne-sur-Mer, Dieppe, Trouville-sur-Mer, Cherbourg, am Atlantischen Ozean Arcachon und Biarritz; am Mittelländischen Meer Hyères, Cannes, Nizza
- England: Margate, Dover, Folkestone, Hastings, Insel Wight, Falmouth, die Inseln Guernsey und Jersey; Westward-Ho, Insel Man.
- Österreich: Abbazia (heute Opatija in Kroatien) und Ragusa (heute Dubrovnik in Kroatien)

Für das Sommerhalbjahr 1936 wurden folgende Fremdenübernachtungen (Auszug) für die deutschen Seebäder belegt:
| Norderney                   | 550.203 |
| Kolberg (heute in Polen)    | 450.319 |
| Ahlbeck (Heringsdorf)       | 417.447 |
| Swinemünde (heute in Polen) | 365.531 |
| Borkum                      | 357.845 |
| Brunshaupten                | 335.015 |
| Cuxhaven                    | 306.032 |
| Westerland                  | 269.662 |
| Helgoland                   | 87.845  |

| Ort                      | seit | Region  |
| ------------------------ | ---- | ------- |
| Heiligendamm bei Doberan | 1793 | Ostsee  |
| Norderney                | 1797 | Nordsee |
| Lauterbach auf Rügen     | 1818 | Ostsee  |
| Wyk auf Föhr             | 1819 | Nordsee |
| Büsum                    | 1820 | Nordsee |
| Heringsdorf auf Usedom   | 1825 | Ostsee  |
| Helgoland                | 1826 | Nordsee |
| Westerland (Sylt)        | 1855 | Nordsee |
| Wenningstedt (Sylt)      | 1857 | Nordsee |
| Boltenhagen              | 1803 | Ostsee  |
| Travemünde               | 1802 | Ostsee  |

## Kriterien für die Prädikatsvergabe
Die Anerkennung als Seebad ist Teil der Kur- und Erholungsort-Gesetzgebung, die dem Länderrecht unterliegt. Die Bestimmungen können sich also in den einzelnen Ländern voneinander unterscheiden.

### Ostsee

#### Mecklenburg-Vorpommern
Im deutschen Land Mecklenburg-Vorpommern gilt das Gesetz über die Anerkennung als Kur- und Erholungsort (Kurortgesetz). In diesem Gesetz bestimmt § 3 die verschiedenen Arten von Kurorten, wobei zwischen Seebad und Seeheilbad unterschieden wird. Die Anerkennung erlischt nach 30 Jahren. Sie kann auf Antrag verlängert werden.
Gesetzliche Voraussetzungen für ein Seebad in Mecklenburg-Vorpommern:
- Lage an der Meeresküste; die Ortsmitte darf grundsätzlich nicht mehr als zwei Kilometer von der Küstenlinie entfernt sein
- klimatische Eigenschaften und eine Luftqualität, die überwacht werden und die die Gesundungs- und Erholungsmöglichkeiten unterstützen
- mindestens eine Arztpraxis
- einwandfreie Badewasserqualität an einem gepflegten und bewachten Badestrand, die überwacht wird
- Strandpromenaden, vom Straßenverkehr hinreichend ungestörte Parkanlagen sowie Strand- oder Landschaftswege, Möglichkeiten für Spiel und Sport

Die Voraussetzung für ein Seeheilbad sind wie folgt festgelegt:
- Lage an der Meeresküste; die Ortsmitte darf grundsätzlich nicht mehr als zwei Kilometer von der Küstenlinie entfernt sein
- wissenschaftlich anerkanntes und durch Erfahrung kurmäßig bewährtes, therapeutisch anwendbares Klima und eine entsprechende Luftqualität, die überwacht werden
- mindestens eine Praxis eines Badearztes
- Einrichtungen zur Abgabe und Anwendung der Kurmittel
- einwandfreie Badewasserqualität an einem gepflegten und bewachten Badestrand, die überwacht wird
- Strandpromenaden, vom Straßenverkehr hinreichend ungestörte Parkanlagen sowie Strand- oder Landschaftswege Möglichkeiten für Spiel und Sport
- während der Kurzeit Diätberatung; in Krankenhäusern und Diätküchenbetrieben Beschäftigung mindestens eines Diätassistenten
- Kommunikations- und Informationseinrichtung

### Nordseebad
- Gesundheitsdienstleistungen
  - Niederlassung von mindestens einem Kurarzt
  - Mitverantwortung für örtliche gesundheitsfördernde Ernährungsangebote
  - Einrichtungen für Erste Hilfe, Rettungswesen sowie nicht kurspezifische Versorgung durch Ärzte und Apotheker
  - Ggf. medizinisch-therapeutische Infrastruktur entsprechend den anerkannten Hauptheilanzeigen
- Bioklima und Luftqualität
  - Bioklimatisch begünstigte Lage
  - Ausreichende Luftqualität und für die Indikation „Atemwegserkrankungen“ erhöhte Anforderungen an die Luftqualität
- Ortslage, Ortsbild und Immissionsbelastung
  - Lage an der Meeresküste oder in deren unmittelbarer Nähe (Entfernung der Orts- oder Ortsteilmitte max. 2 km vom Strand)
  - Sicherstellung des Kurortcharakters durch:
    - entsprechende Regional- und Bauleitplanung
    - aufgelockerte Bebauung, eingebettet in gärtnerische und natürliche Bepflanzung
    - einwandfreies Straßen-, Fußgänger-, Rad- und Wanderwegenetz

  - Freihalten der natürlichen geogenen Ressourcen, der Heilmittel, des Klimas und des umgebenden Landschaftsraumes sowie der infrastrukturellen und baulichen Gestaltung und Entwicklung des Ortes von Einwirkungen, die den gesundheits- und erholungsdienlichen Charakter gefährden, beeinträchtigen oder zerstören können
  - Besondere Berücksichtigung der Bedürfnisse von körperbehinderten Personen
- Touristische Infrastruktur und Freizeitangebote
  - Schaffung von Rahmenbedingungen für einen erholsamen Aufenthalt in den Beherbergungseinrichtungen.
  - Ausreichende Bereitstellung und Pflege öffentlicher Toiletten
  - Anerkannte Touristinformation
  - Schutzhütten im Strandbereich und Ruheeinrichtungen in windgeschützten Bereichen.
  - Strandnahe Promenaden und Wanderwege.
  - Gepflegter und überwachter Badestrand mit qualitativ und quantitativ angemessenen Dienstleistungen und Serviceeinrichtungen.
  - Kulturelle und andere freizeitbezogene Veranstaltungen.
  - Förderung von sportlichen und anderen gesundheitsdienlichen Angeboten, Sport- und Spielangebote, Kurpark, Zone der Ruhe.
  - Möglichkeit zur Nutzung von Medien
  - Besondere Berücksichtigung der Bedürfnisse von körperbehinderten Personen
- Qualitätsmanagement
  - Überprüfung der Qualitätsstandards der Kur- und Touristikorganisation/en sowie deren Einrichtungen durch ein Qualitätsmanagement-System alle 5 Jahre
  - Regelmäßige Zusammenkünfte aller Leistungserbringer zu Austausch spartenspezifischer Situationsanalysen und der Koordination zukunftsgerichteter Entwicklungen
- Analysen und Gutachten
  - Für Klima
    - Klimabeurteilung nach Maßgabe der Vorbeurteilung des Bioklimas und der Luftqualität
    - Kontrolle der bioklimatischen Einflussfaktoren alle 10 Jahre aus begründetem Anlass
    - Gutachten über die Luftqualität im Beurteilungsgebiet nach Maßgabe der Vorbeurteilung

### Nordseeheilbad
- Leistungsfähige Einrichtungen zur Anwendung des Heilmittels	
  - Differenziertes System kurortmedizinischer Versorgungsstrukturen mit ambulanten und/oder stationären Behandlungseinrichtungen unter besonderer Berücksichtigung der Bedürfnisse von körperbehinderten Personen. Vorgehalten werden müssen:
    - Einrichtung zur Abgabe mindestens eines ortsgebundenen Heilmittels sowie zur Anwendung der allgemeinen physikalischen Therapie mit kurärztlicher Überwachung.
    - Voraussetzungen und Einrichtungen im Bereich der Strandzone und in windgeschützten Bereichen zur kontrollierbaren Dosierung der Klimareize.
    - Einrichtung und Personal zur Vermittlung von Ernährungs- und Diätprogrammen.
    - Einrichtungen für Bewegungstherapie und andere aktivierende Behandlungsformen.
    - Übungs- und Ruheräume für Entspannungstherapiekonzepte.
- Natürliche, wissenschaftlich begutachtete Heilmittel
  - Vorkommen und wissenschaftliche Begutachtung der Heilwirkung des natürlichen Heilmittels des Meeres
- Gesundheitsdienstleistungen	
  - Niederlassung mindestens eines kassenarztrechtlich zugelassenen Kurarztes unter Berücksichtigung der Kriterien des Kurarztvertrages.
  - Bei Durchführung ambulanter Kuren: Berücksichtigung der „Gemeinsamen Grundsätze für die Durchführung ambulanter Kuren“
  - Bei Durchführung von Kompaktkuren: Anerkennung durch den Ausschuss für Kompaktkuren bei der Kassenärztlichen Vereinigung Westfalen-Lippe.
  - Mitverantwortung für die psychologische Begleitung der Kurpatienten
  - Mitverantwortung für örtliche gesundheitsfördernde Ernährungsangebote
  - Einrichtungen für Erste Hilfe, Rettungswesen sowie nicht kurspezifische Versorgung durch Ärzte und Apotheker
  - Kurmittelhaus zur Abgabe von Meerwasserbädern, Schlickbädern und -packungen sowie Anwendung der allgemeinen physikalischen Therapie
  - Einrichtungen zur Bewegungstherapie
  - Besondere Gesundheitsangebote (z. B. Thalasso)
- Bioklima und Luftqualität
  - Therapeutisch anwendbares und durch Erfahrung bewährtes Bioklima mit Dosierungsmöglichkeit der Klimareize
  - Erhöhte Anforderungen an die Luftqualität
- Ortslage, Ortsbild und Immissionsbelastung
  - Lage an der Meeresküste oder in deren unmittelbarer Nähe (Entfernung der Orts- oder Ortsteilmitte max. 2 km vom Strand)
  - Sicherstellung des Kurortcharakters durch:
    - entsprechende Regional- und Bauleitplanung
    - aufgelockerte Bebauung, eingebettet in gärtnerische und natürliche Bepflanzung
    - einwandfreies Straßen-, Fußgänger-, Rad- und Wanderwegenetz

  - Freihalten der natürlichen geogenen Ressourcen, der Heilmittel, des Klimas und des umgebenden Landschaftsraumes sowie der infrastrukturellen und baulichen Gestaltung und Entwicklung des Ortes von Einwirkungen, die den gesundheits- und erholungsdienlichen Charakter gefährden, beeinträchtigen oder zerstören können
  - Besondere Berücksichtigung der Bedürfnisse von körperbehinderten Personen (1.3.7 a)
- Touristische Infrastruktur und Freizeitangebote
  - Schaffung von Rahmenbedingungen für einen erholsamen Aufenthalt in den Beherbergungseinrichtungen insbesondere Klassifizierung
  - Ausreichende Bereitstellung und Pflege öffentlicher Toiletten
  - Anerkannte Touristinformation
  - Veranstaltungs- und Kommunikationseinrichtungen mit Verweilangeboten
  - Strand und parkähnliche Anlagen
  - Strandnahe Promenaden, Wege, Wanderwege, Anlagen, Liegehalle, Schutzhütten, Anpflanzungen im Bereich der Standzone und in windgeschützten Bereichen zur kontrollierbaren Dosierung der Klimareize
  - „Haus des Gastes“ als Kommunikations-, Informations- und Schulungszentrum für Patienten und Kurgäste
  - Gepflegter und überwachter Badestrand mit qualitativ und quantitativ angemessenen Dienstleistungen und Serviceeinrichtungen
  - Bademöglichkeiten in der Halle
  - Sport- und Freizeitanlagen
  - Kulturelle und andere freizeitbezogene Veranstaltungen (z. B. Kurmusik)
  - Förderung von sportlichen und sonstigen gesundheitsdienlichen Angeboten
  - Möglichkeit zur Nutzung von Medien
  - Besondere Berücksichtigung der Bedürfnisse von körperbehinderten Personen
- Analysen und Gutachten
  - Medizinisch-wissenschaftliche Feststellung und Anerkennung der Heilanzeigen und Gegenanzeigen durch wissenschaftliche Gutachten
  - Für Meerwasser:
    - Wissenschaftliches Gutachten über die therapeutische Eignung des Meerwassers durch ein medizinisch-balneologisches Institut oder einen medizinisch-balneologischen Sachverständigen
    - Meerwasseranalyse alle 10 Jahre
    - Regelmäßige Meerwasserkontrollanalysen
    - Monatliche allgemeine Hygiene-Untersuchungen
    - Chemische Kontrollanalyse in Schwimm- und Bewegungsbädern sowie Therapiebecken vom aufbereiteten Badewasser mindestens alle 2 Jahre

  - Für Klima:
    - medizinisch-klimatologisches Gutachten über die Gesundungs- und Erholungsmöglichkeiten des lokalen Bioklimas und seiner therapeutischen Anwendungsmöglichkeiten
    - Vorbeurteilung des Bioklimas und der Luftqualität
    - Klimagutachten über die therapeutische Eignung des Bioklimas und der Dosierungsmöglichkeiten der Klimareize in Form einer erweiterten Klimaanalyse
    - Kontrolle der bioklimatischen Einflussfaktoren alle 10 Jahre
    - Gutachten über die Luftqualität im Beurteilungsgebiet
    - Periodische Überprüfung der lufthygienischen Anforderungen alle 5 Jahre durch Vorbeurteilung
    - Regelmäßige Überprüfung der Luftqualität durch einjährige Kontrollmessungen alle 10 Jahre